# Piráti na vlnách
Piráti na vlnách je britská filmová komedie z roku 2009. Autorem scénáře a režisérem je Richard Curtis. Děj je zasazen do prostředí pirátského rádia v šedesátých letech. Hlavní role hrají Philip Seymour Hoffman, Bill Nighy, Rhys Ifans, Nick Frost a Kenneth Branagh. Film se odehrává v roce 1966 a vypráví příběh fiktivního pirátského rádia "Radio Rock" a jeho diskžokejů, kteří vysílají rockovou a popovou hudbu pro Spojené království z lodi kotvící v Severním moři, zatímco se je britská vláda snaží zrušit.